# Frank Olafsen
Frank Willy Olafsen (Oslo, 20 aprile 1944) è un ex hockeista su ghiaccio ed ex calciatore norvegese, di ruolo difensore.

## Carriera

### Hockey su ghiaccio

#### Nazionale
Partecipò ai IX Giochi olimpici invernali con la Nazionale norvegese, dove conseguì il decimo posto finale.

### Calcio

#### Club
Militò nelle file dello Skeid dal 1962 al 1974. Con questa maglia, vinse tre edizioni della Norgesmesterskapet (1963, 1965 e 1974) e un campionato (1966).

#### Nazionale
Conta 18 presenze per la Norvegia. Esordì il 5 novembre 1967, nella sfida persa per 5-2 contro la Svezia.

## Palmarès

### Calcio

#### Club

##### Competizioni nazionali
- Coppa di Norvegia: 3

Skeid: 1963, 1965, 1974
- Campionato norvegese: 1

Skeid: 1966